# 奧地利政黨列表
奧地利屬於多黨制，已登記政黨超過1100個，但只有少數政黨為一般民眾所熟知。自1980年代起，有四組政黨持續擁有國會席次。

## 政黨

### 議會政黨
目前國民議會中有五個政黨。
| Logo     | Logo     | 黨名               | 縮寫     | 意識形態                  | 領袖               | 國民議會 | 聯邦議會 | 歐洲議會 |
| 執政聯盟 | 執政聯盟 | 執政聯盟           | 執政聯盟 | 執政聯盟                  | 執政聯盟           | 執政聯盟 | 執政聯盟 | 執政聯盟 |
| -------- | -------- | ------------------ | -------- | ------------------------- | ------------------ | -------- | -------- | -------- |
|          |          | 奧地利人民黨       | ÖVP      | 保守主義 基督教民主主義   | 賽巴斯丁·庫爾茨    | 71 / 183 | 25 / 61  | 7 / 19   |
|          |          | 綠黨－綠色替代     | GRÜNE    | 綠色政治                  | 維爾納·科格勒      | 26 / 183 | 5 / 61   | 3 / 19   |
|          |          |                    |          |                           |                    |          |          |          |
|          |          | 奧地利社會民主黨   | SPÖ      | 社會民主主義              | 帕梅拉·倫蒂-瓦格納 | 40 / 183 | 19 / 61  | 5 / 19   |
|          |          | 奧地利自由黨       | FPÖ      | 右派民粹主義 民族保守主義 | 赫伯特·基克尔      | 30 / 183 | 11 / 61  | 3 / 19   |
|          |          | 新奥地利和自由论坛 | NEOS     | 自由主義 經濟自由主義     | 貝特·邁恩·里辛格   | 15 / 183 | 1 / 61   | 1 / 19   |

### 地方議會政黨
- 奧地利公民論壇（英语：Citizens' Forum Austria）（, FRITZ）
- 奧地利共產黨（Kommunistische Partei Österreichs, KPÖ）
- MFG奧地利－人民自由基本權利（英语：MFG Austria – People Freedom Fundamental Rights）（, MFG）
- 克恩頓團隊（英语：Team Carinthia）（, TK）

### 少數政黨
- HC史特拉赫團隊－奧地利聯盟（英语：Team HC Strache – Alliance for Austria）（, HC）
- 奧地利未來聯盟（Bündnis Zukunft Österreich, BZÖ）
- 黑黃聯盟（Schwarz-Gelbe Allianz, SGA）
- 啤酒黨（英语：The Beer Party (Austria)）（, BIER)
- 奧地利基督教黨（英语：Christian Party of Austria）（, CPÖ）
- 變革 (）
- 團結名單（英语：Unity List (Austria)）（, EL）
- 我的投票很重要！（英语：My Vote Counts!）（, G!LT）
- 中立自由奧地利聯盟（英语：Neutral Free Austria Federation）（, NFÖ）
- 奧地利勞動黨 (Partei der Arbeit Österreichs, PdA）
- 奧地利海盜黨 (Piratenpartei Österreichs, PPÖ）
- 社會主義左翼黨（Sozialistische LinksPartei, SLP）
- 社會自由主義者（英语：The Social Liberals）（, SoL）
- 奧地利伏特黨（英语：Volt Austria）

### 已解散的主要政黨

#### 奥匈帝国时期
- 奧地利社會民主工人黨（Sozialdemokratische Arbeiterpartei Österreichs, SDAPÖ, 1888–1934），奥地利社会民主党前身
- 基督社會黨（Christlichsoziale Partei, CS, 1893–1933），奥地利人民党前身

#### 第一共和国时期
- 鄉村同盟（Landbund, 1918–1934）
- 大德意志人民黨（Großdeutsche Volkspartei, GDVP, 1918–1934）

#### 奥地利联邦国时期
- 祖國陣線（Vaterländische Front, VF, 1933–1938）

#### 德奥合并时期
- 國家社會主義德意志工人黨（Nationalsozialistische Deutsche Arbeiterpartei, NSDAP, 1919–1945）

#### 第二共和国时期
- 無黨派者聯盟（英语：Federation of Independents）（, VdU, 1949–1955），奥地利自由党前身
- 史莊納團隊（英语：Team Stronach）(2012–2017)
- 現在－皮爾茨名單 (JETZT – Liste Pilz, JETZT, 2017–2020)

### 已解散的少數政黨
- 共產倡議（英语：Communist Initiative）（, 2004–2013）
- 奧地利共產聯盟（英语：Communist League of Austria）（, KBÖ, 1976–1980）
- 奧地利共和國捷克斯洛伐克社會民主工人黨（英语：Czechoslovak Social Democratic Workers Party in the Republic of Austria）（1919–1934）
- 克恩頓自由黨（英语：Freedom Party in Carinthia）（, FPK, 2009–2013）
- 德意志民族黨（英语：German-National Party）（, 1891–1920）
- 猶太民族黨（英语：Jewish National Party）（, 1892–1930）
- 民主社會主義者聯盟（Bund Demokratischer Sozialisten, BDS, 1959）
- 自由論壇 （Liberales Forum, LiF, 1993–2014）
- 奧地利馬列主義黨（英语：Marxist–Leninist Party of Austria）（, MLPÖ, 1967–2006）
- 民主主義者（英语：The Democrats (Austria)）（, 1991–2002）
- 獨立人士（英语：The Independents (Austria)）（, DU, 1998–1999）
- 奧地利革命工人聯盟（英语：Union of Revolutionary Workers of Austria (Marxist–Leninist)）（, VRAÖ, 1968–2005）